# مورتشنستوك
مورتشنستوك (بالإنجليزية: Mürtschenstock)‏ هو أحد جبال سلسلة جبال الألب غلاروس ويقع في كانتون غلاروس في سويسرا. يحتل المرتبة رقم 328 في قائمة جبال سويسرا من حيث الارتفاع، إذ يبلغ ارتفاعه حوالي 2441 متر، بينما يبلغ ارتفاع نتوء الجبل 601 متر.